# Karol Linetty
Karol Linetty (Żnin, 2 de febrer de 1995) és un futbolista polonès que juga en la demarcació de migcampista pel Torino FC.

## Internacional
Després de jugar en les seleccions sub-15, sub-17, sub-19 i sub-21, finalment el 18 de gener de 2014 va debutar amb la selecció absoluta de Polònia en un partit amistós contra Noruega que va finalitzar amb un resultat de 0-3 a favor del combinat polonès després dels gols del mateix Karol Linetty, Tomasz Brzyski i Micha? Kucharczyk.

### Gols internacionals
| # | Data                | Estadi                                               | Oponent | Gol | Resultat | Competició |
| - | ------------------- | ---------------------------------------------------- | ------- | --- | -------- | ---------- |
| 1 | 18 de gener de 2014 | Estadi Xeic Zayed, Abu Dabi, Unió dels Emirats Àrabs | Noruega | 0-3 | 0-3      | Amistós    |

## Clubs
| Club        | País    | Any    | Partits | Gols |
| ----------- | ------- | ------ | ------- | ---- |
| Lech Poznań | Polònia | 2012 - | 112     | 11   |